# Antraigues-sur-Volane
Antraigues-sur-Volane (okcitansko Entraigas) je naselje in občina v jugovzhodnem francoskem departmaju Ardèche regije Rona-Alpe. Leta 2008 je naselje imelo 577 prebivalcev.

## Geografija
Kraj se nahaja v pokrajini Languedoc znotraj regijskega naravnega parka Monts d'Ardèche, ob rečici Volane.

## Uprava
Antraigues-sur-Volane je sedež istoimenskega kantona, v katerega so poleg njegove vključene še občine Aizac, Asperjoc, Genestelle, Juvinas, Labastide-sur-Bésorgues, Lachamp-Raphaël, Laviolle, Mézilhac, Saint-Andéol-de-Vals in Saint-Joseph-des-Bancs z 2.781 prebivalci. 
Kanton je sestavni del okrožja Largentière.